# Melaenornis infuscatus
El papamosques bru (Melaenornis infuscatus; Syn: Agricola infuscatus) és una espècie d'ocell de la família dels muscicàpids (Muscicapidae) que habita a garrigues d'Àfrica Meridional, al sud-oest d'Angola, Namíbia, Botswana i oest i centre de Sud-àfrica. El seu estat de conservació es considera de risc mínim.
En diverses llengües rep el nom de "papamosques bitxac" (Anglès: Chat Flycatcher. Francès: Gobemouche traquet).

## Taxonomia
A la Classificació del Congrés Ornitològic Internacional (versió 11.2, 2021) se'l considera al gènere Melaenornis juntament amb altres espècies de papamosques. Tanmateix, en el Handook of the Birds of the World i la quarta versió de la BirdLife International Checklist of the birds of the world (desembre 2019) se'l classifica dins del gènere Agricola (A. infuscatus), juntament amb el Papamosques pàl·lid. Val a dir que el gènere Agricola no es reconeix en el IOC.